# Janne Virtanen
Janne Virtanen (nascut en 1968) és un strongman finlandès campió de l'home més fort del món en 2000.
Va competir per primera vegada en aquest campionat en 1999, i en 2001 acabà en el tercer lloc. Des de llavors no es retirà del campionat i fins i tot va competir en 2006.
Actualment viu com fuster al seu país natal.